# Budrovce
Budrovce (horvátul: Budrovci) falu Horvátországban, Eszék-Baranya megyében. Közigazgatásilag Diakovárhoz tartozik.

## Fekvése
Diakovár központjától 4 km-re délkeletre, Szlavónia középső részén, a Đakovštinán, a Diakovár-Vinkovci síkság déli részén, a Diakovárról Vinkovcira menő út mentén, Diakovár és Gyurgyance között fekszik. Településrészei: Josipovac Budrovački, Lug Budrovački és Vinogradi Budrovački.

## Története
Az emberi élet kezdetei az itt talált régészeti leletek alapján a neolitikum középső időszakáig nyúlnak vissza. A Budrovci határban neolitikumi települések maradványai találhatók a „Crnilovac”, „Semberija”, „Gradina”, „Jabučane” és „Štrbinci” nevű lelőhelyeken. A leletek alapján bizonyosan kijelenthető, hogy az itt élő lakosság gazdálkodással, szarvasmarhák tartásával és vadászattal foglalkozott. A neolitikum végén új népesség alakult ki fejlettebb kultúrával. A késő bronzkorban északról új telepesek érkeztek erre a területre. Megjelennek a vas ismeretének első nyomai. A vasat talán a Hallstatti kultúra népe hozta be az i. e. 6. században. A „Blato”, „Čorovica” és „Štrbinci” lelőhelyeken található nagyobb vastárgyak már a kelták érkezésével függnek össze az i. e. 4. század vége felé. Az i. e. 1. század elején megkezdődött a római hódítás. A rómaiak kisebb villagazdaságoknál telepedtek le. A közelben nem voltak városok, csak útállomásokat létesítettek őrszemélyzettel. Az egyik ilyen útállomás „Certissa” volt, melyet a szakemberek a leletek alapján a „Štrbinci” lelőhellyel azonosítanak, de római tárgyak nyomai találhatók Plugarićon is.
Budrovci arra a területre esik, melyet 1239-ben Kálmán herceg Pósa boszniai püspöknek adományozott és amelyet IV. Béla magyar király 1244. július 20-án kelt oklevele megerősített. Bösendorfer említ egy 1474-ben kelt oklevelet, melyben „Bodrowsz” alakban a névnai uradalom részeként említik. Eszerint ez lenne a település első írásos említése. A török 1536-ban szállta meg ezt a területet, mely Halil bég szpáhi birtokának része volt. A települést 1579-ben a Pozsegai szandzsák összeírásában hét házzal említik a diakovári náhije részeként. A térség 1687-ben szabadult fel a török uralom alól. Szlavónia településeinek 1698-as kamarai összeírásában Budrovci nem szerepel. 1702-ben 37 ház állt a településen, mely a diakovári uradalom részeként a diakovári püspökség birtoka volt. A 18. század közepén Boszniából, Vučjak vidékéről és a környező településekről származó katolikus horvátok települtek ide. 1758-ban 44 ház állt a településen. Az első katonai felmérés térképén „Budrovcze” néven található. Lipszky János 1808-ban Budán kiadott repertóriumában „Budrovcze” néven szerepel. Nagy Lajos 1829-ben kiadott művében „Budrovcze” néven 247 házzal, 1665 katolikus vallású lakossal találjuk. A 19. század végén jelentős számú magyar és német lakosság telepedett itt le.
A településnek 1857-ben 1534, 1910-ben 1388 lakosa volt. Verőce vármegye Diakovári járásának része volt. Az 1910-es népszámlálás adatai szerint lakosságának 81%-a horvát, 13%-a magyar, 5%-a német anyanyelvű volt. Az első világháború után 1918-ban az új szerb-horvát-szlovén állam, majd később (1929-ben) Jugoszlávia része lett. A magyar és német lakosságot a második világháború idején elűzték. 1946-ban a magyarok németek helyére Dalmáciából érkezett horvátok települtek. 1991-től a független Horvátországhoz tartozik. 1991-ben lakosságának 99%-a horvát nemzetiségű volt. 2011-ben a településnek 1260 lakosa volt.

## Lakossága
| Lakosság változása | Lakosság változása | Lakosság változása | Lakosság változása | Lakosság változása | Lakosság változása | Lakosság változása | Lakosság változása | Lakosság változása | Lakosság változása | Lakosság változása | Lakosság változása | Lakosság változása | Lakosság változása | Lakosság változása | Lakosság változása |
| ------------------ | ------------------ | ------------------ | ------------------ | ------------------ | ------------------ | ------------------ | ------------------ | ------------------ | ------------------ | ------------------ | ------------------ | ------------------ | ------------------ | ------------------ | ------------------ |
| 1857               | 1869               | 1880               | 1890               | 1900               | 1910               | 1921               | 1931               | 1948               | 1953               | 1961               | 1971               | 1981               | 1991               | 2001               | 2011               |
| 1.534              | 1.328              | 1.178              | 1.181              | 1.186              | 1.388              | 1.311              | 1.514              | 1.754              | 1.810              | 1.847              | 1.661              | 1.609              | 1.538              | 1.419              | 1.260              |

## Nevezetességei
Szent Miklós tiszteletére szentelt római katolikus temploma 1796-ban épült, a piškorevci plébánia filiája.

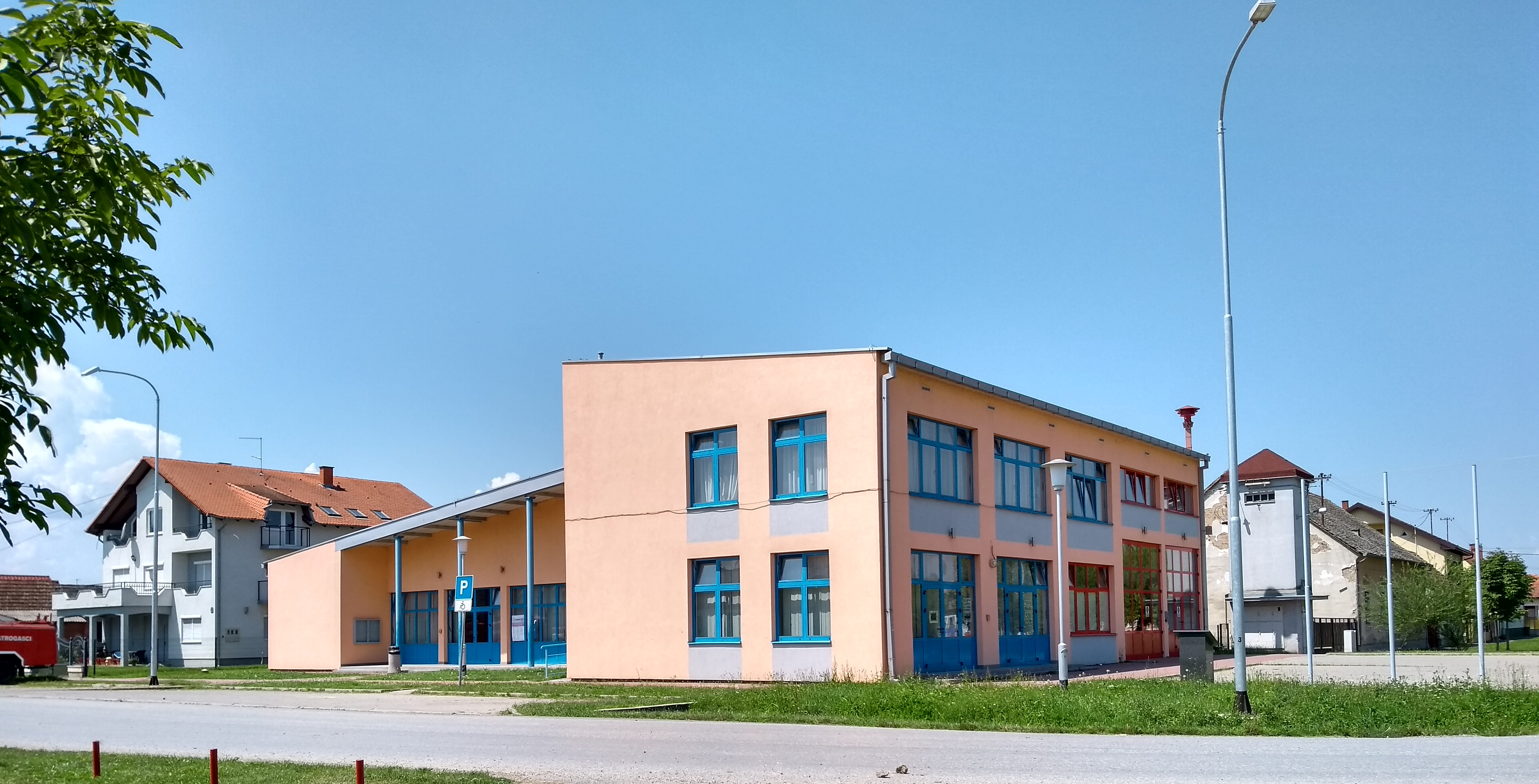
A falu közösségi háza

## Kultúra
A KUD „Šokadija” Budrovci kulturális és művészeti egyesületet 1983-ban alapították.  Az összes fontosabb folklór esemény és fesztivál állandó szereplői. Többször felléptek már Horvátországban Metković-ban nemzeti folklór fesztiválon, a zágrábi nemzetközi folklórszemlén, a „Đakovački vezovi”, a „Vinkovačke jeseni”, a „Brodsko kolo”, a „Baranjski bećarac” fesztiválokon, valamint nemzetközi kapcsolataikkal Ausztria, Magyarország, Németország, Vajdaság és Macedónia fesztiváljain. Az egyesület Budrovciban is több folklór rendezvényt szervez. Ilyen a „Nediljo bilo”, vagy „Mladi Uskrs”, amelyet évente a húsvét utáni vasárnap tartanak, amelynek keretében egyházi népi énekes szemlét is rendeznek. 
Az egyesület a szervezője a „Rubina zlatne jeseni” gyermek folklór fesztiválnak is, melyet évente szeptemberben tartanak. Az egyesületben működő szekciók: gyermek, serdülő és felnőtt folklórcsoport, tamburazenekar, tamburaiskola és énekkar.
A KUU „Naša grana” Budrovci kulturális és művészeti egyesületet 2005-ben alapították a falu értékes hagyományainak ápolására. Alapításuk óta ők is számos országos fesztiválon szerepeltek már és vendégként felléptek a Vajdaságban és Bosznia-Hercegovinában. Az egyesületben férfi és női énekkar, valamint folklórcsoport működik. Nagyszerű énekeseket hoztak a csapatba. Dalaik archaikusak és jól felismerhetők, a mai napig megőrizték a lassú, régimódi táncot. Saját betlehemes játékuk van „Na salašu kod Betlema” címmel.

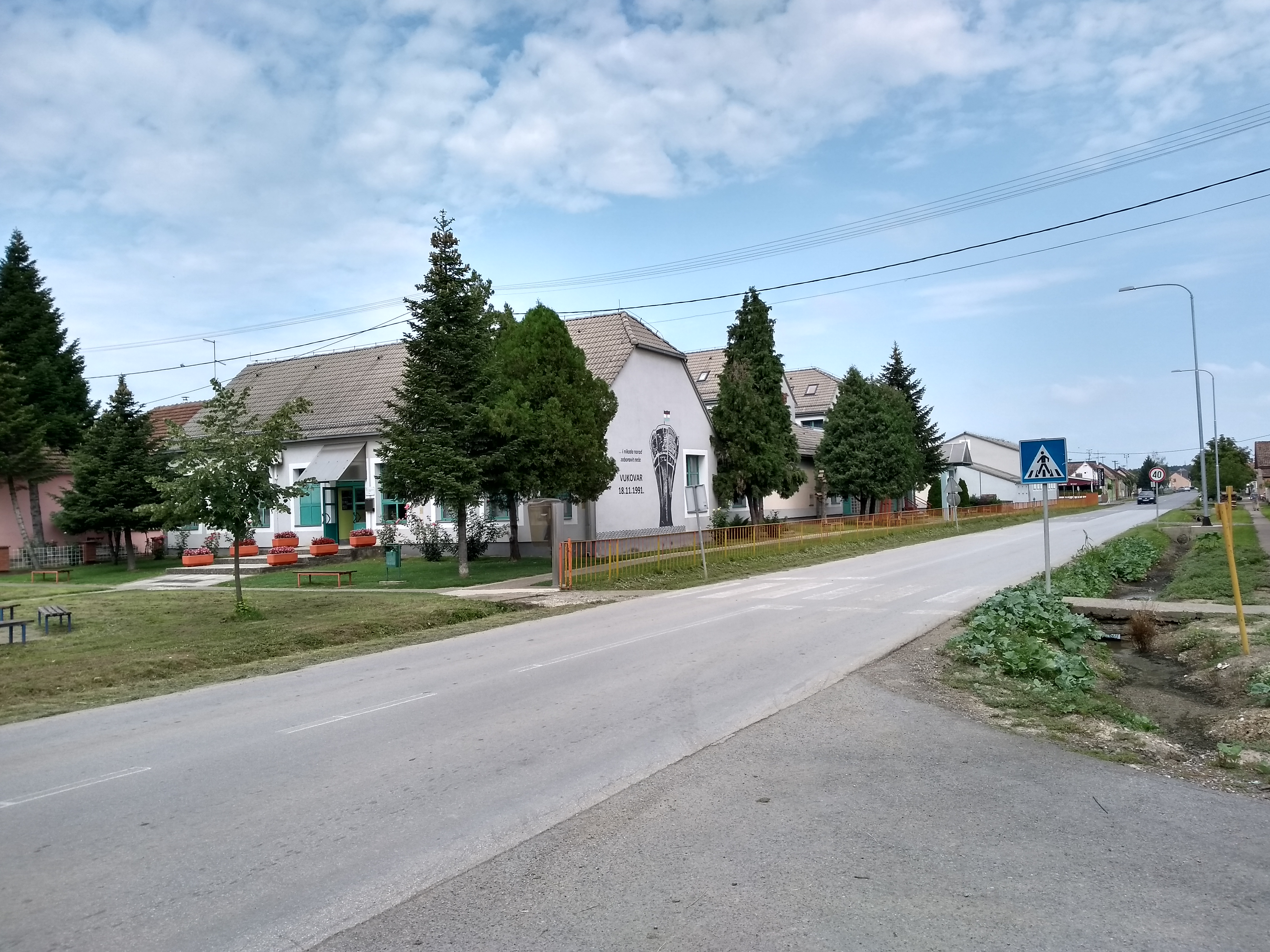
Az elemi iskola épülete

## Oktatás
A budrovci elemi iskolát 1847-ben alapították. Az iskola működése az 1847-es alapítástól az 1870-es évek közepének általános korszerűsítéséig a források hiánya miatt nem ismert.
A vidéki környezet, a tanulók kisebb számának és csak egy tanár tevékenységének alapján feltételezhető, hogy alsó szintű általános iskolaként működött, kétéves időtartammal, amely a gyakorlatban szükség esetén magában foglalhatta a négy évnél hosszabb oktatás számára előirányzott szélesebb tantervet is. A tanítást egy régi parasztházban tartották, amely méretei alapján minden bizonnyal nem volt alkalmas iskola számára. Csak az 1880-as években költözhetett az intézmény új iskolaépületbe, mely magában foglalta a tanítói lakást is.  A 19. század utolsó negyedévének oktatási törvényei szerint az iskola négy éves alsó tagozatos általános iskolaként működött. Az iskola a gyakorlati oktatás céljára saját gyümölcsössel és méhészettel rendelkezett. Noha az 1929-es törvény nyolc év általános iskolai oktatást írt elő, az anyagi források hiányában a második világháborúig az iskola négyosztályos maradt. A meglévő iskolaépület mellett oktatási célú hely hiányában a mai Stanko Lehota 7. szám alatt álló parasztházat használták, amelyet 1930-ban a szélsőséges időjárás miatt be kellett fejezni.
1941 áprilisától az intézmény hatosztályosként működött. Az oktatás a mai helyen 1954-ben kezdődött, 1958-tól pedig nyolcosztályosra bővült. Mivel az iskola épülete továbbra is rendkívül rossz állapotban volt, elhatározták az iskola bővítését és korszerűsítését. A felújítás és a korszerűsítés munkája 2001. december elején kezdődött, és az oktatás az új iskola épületében 2003. szeptember 1-jén indult meg. A munka során az oktatást áthelyezték a helyi Slavonija labdarúgóklub helyiségeibe és a helyi tűzoltószerház épületébe. A felújított iskolaépület megnyitása óta nyolc klasszikus és három szaktanteremmel, valamint egy nagy és egy kicsi tornateremmel működik. A tantermek mindegyikében van számítógép, LCD projektor és légkondicionáló berendezés. Az iskolának két alsó tagozatos területi iskolája működik Gyurgyance és Andrijevci településeken.

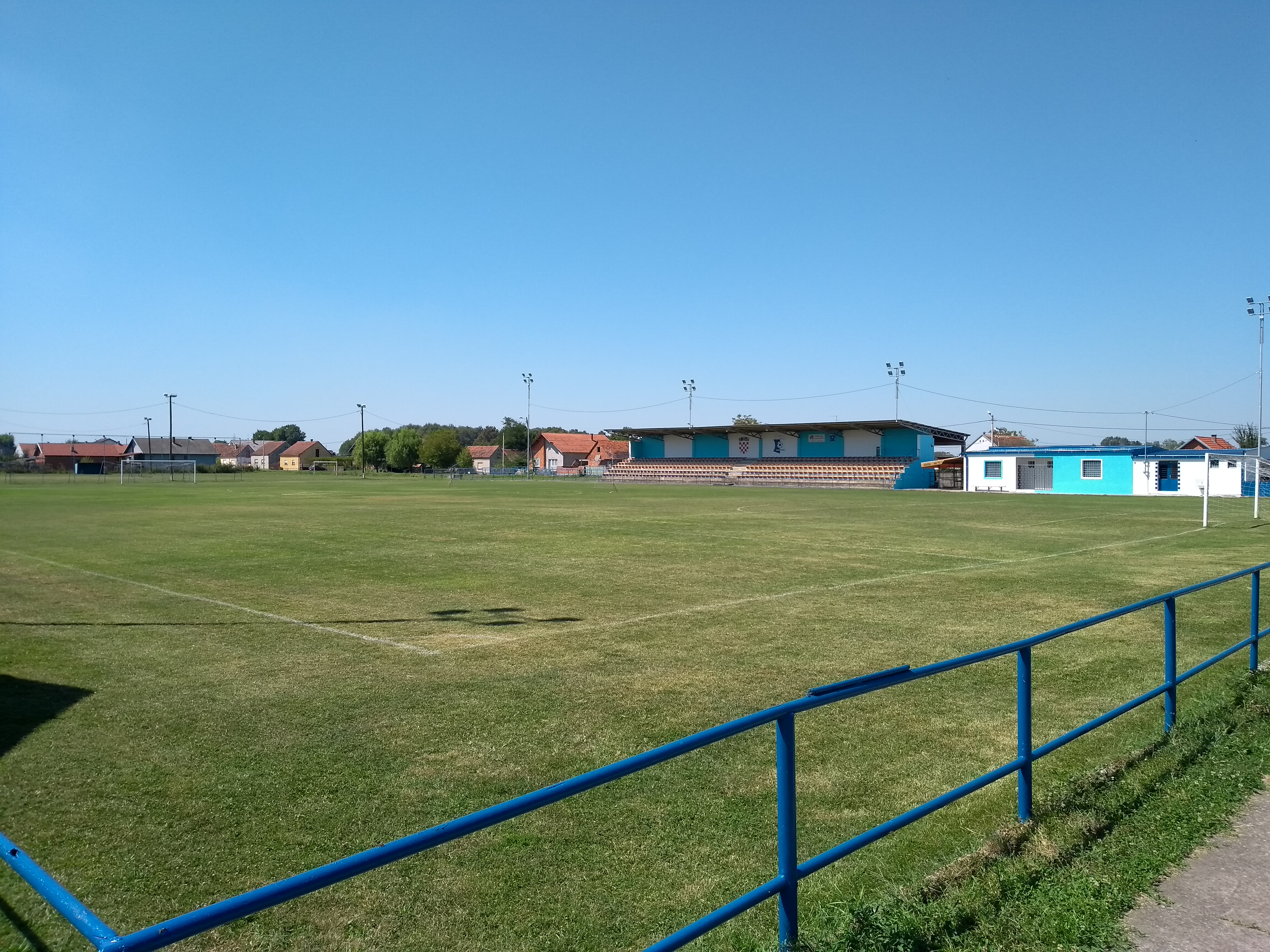
Az NK Slavonija pályája

## Sport
Az NK Slavonija Budrovci 1948-ban alapított labdarúgócsapata a megyei 2. ligában szerepel.

## Egyesületek
- A Budrovci Önkéntes Tűzoltóegyletet 1947-ben alapították.
- Fazan vadásztársaság.